# Skalniczka płowa
Skalniczka płowa (Aconaemys fuscus) – gatunek gryzonia z rodziny koszatniczkowatych (dawniej: koszatniczki) (Octodontidae). Występuje w Ameryce Południowej na obszarze argentyńskiej prowincji Mendoza oraz w Chile w wysokich partiach Andów pomiędzy 33° a 41° S.
Gatunek ten jako pierwszy opisał w 1842 roku Waterhouse, nadając mu nazwę Schizodon fuscus. Jako miejsce typowe podał „z Chile”, lecz w 1848 roku uściślił lokalizację jako Valle de las Cuevas koło wulkanu Peteroa – miejsce to znajduje się w Argentynie. Waterhouse nie wyznaczył okazu typowego, uczynił to dopiero Thomas w 1917 roku.
| Część ciała          | przedział    | wymiar średni |
| -------------------- | ------------ | ------------- |
| łączna długość ciała | 252–267 mm   | 259 mm        |
| tułów z głową        | 172–187 mm   | 180 mm        |
| ogon                 | 30–80 mm     | 63 mm         |
| tylne łapy           | 18–37 mm     | 31 mm         |
| uszy                 | 18–22 mm     | 20 mm         |
| czaszka              | 42,9–47,7 mm | 43,4 mm       |
| czaszka              | 24,8–28,1 mm | 26,7 mm       |

## Literatura
- Ronald M. Nowak: Walker's Mammals of the World. Johns Hopkins University Press, Baltimore 1999, ISBN 0-8018-5789-9.
- Wilson DE, Reeder DM: Mammal Species of the World. Johns Hopkins University Press, Baltimore 2005 ISBN 0-8018-8221-4.